# Gislaved község
Gislaved község (svédül: Gislaveds kommun) Svédország 290 községének egyike. Jönköping megyében található, székhelye Gislaved. Címere: vörös pajzson, fehér körben, arany serleg jele.

## Települések
A község települései:
| Település      | Népesség | Megjegyzés         |
| -------------- | -------- | ------------------ |
| Anderstorp     | 4987     |                    |
| Broaryd        | 277      |                    |
| Burseryd       | 859      |                    |
| Gislaved       | 10091    | a község székhelye |
| Hestra         | 1326     |                    |
| Reftele        | 1304     |                    |
| Skeppshult     | 389      |                    |
| Smålandsstenar | 4553     |                    |